# 片岡瑞帆
片岡 瑞帆（かたおか みずほ、1994年10月11日 - ）は、日本の女子ラグビーユニオン選手。

## プロフィール
- 身長 158cm、体重 60kg
- 15人制女子日本代表に選ばれたことがある[1]。
- Cap番号130。Cap数は11（ワールドカップ2017の香港戦まで）。
- ポジションはフッカー(HO)、プロップ(PR)、センター(CTB)。

## 来歴
高校からラグビーを始めた。
2013年、都立芝商業高校卒業後、日本体育大学に入学する。また高校時代、世田谷レディースにいた。
2014年5月18日、大学2年生の時に15人制女子日本代表として女子アジアラグビーチャンピオンシップ2014の第1戦シンガポール代表戦に出場し、初キャップを得た。
2015年、日本体育大学ラグビー部女子の主将に就任した。
2017年、女子ラグビーワールドカップ2017の15人制女子日本代表に選ばれた。
2023年、日本時間の春シーズン途中（現地の秋）からニュージーランドオークランドのクラブ、ポンソンビーに加入。